# Chthoneis albicollis
Chthoneis albicollis is een keversoort uit de familie bladkevers (Chrysomelidae). De wetenschappelijke naam van de soort werd in 1878 gepubliceerd door Joseph Sugar Baly.